# Сюнеево
Сюнеево, Сюнеева — упразднённая деревня на территории Мишкинского района Республики Башкортостан Российской Федерации.

## География
Располагалась на малом притоке Бири речке Васюковке, примерно в 1 км юго-западнее Новосафарово.

## История
Основана, предположительно, в 1794 году. В XIX — начале XX века входила в Емашевскую волость Уфимского уезда Уфимской губернии.
К 1970 году имелась православная часовня. В 1898 году построена церковь.

## Население
На 1870 год 471 житель.
На 1905 год в селе проживали 332 мужчины и 337 женщин, всего 669 жителей.

## Инфраструктура
Личное подсобное хозяйство с зоной сельскохозяйственного использования, индивидуальная застройка усадебного типа. На 1870 год — 62 двора, на 1905 год — 97 дворов.

## Транспорт
Просёлочные дороги.